# برگ‌ژله‌ای
برگ‌ژله‌ای (نام علمی: Tremella foliacea) نام یک گونه از سرده قارچ لرزان است.